# Neill Rimmer
Neill Rimmer (* 13. November 1967 in Liverpool) ist ein ehemaliger englischer Fußballspieler. Der Mittelfeldspieler verbrachte nach Anfängen beim FC Everton und Ipswich Town den Großteil seiner Karriere bei Wigan Athletic. Dort spielte er zunächst ab 1988 in der dritten und fünf Jahre später nur noch in der vierten englischen Liga.

## Sportlicher Werdegang
Nachdem er bereits Teil der Nachwuchsabteilung des FC Everton gewesen war, unterzeichnete Rimmer als junge Mittelfeldtalent im Alter von gerade einmal 16 Jahren seinen ersten Profivertrag. Lange blieb der Schüler- und Jugendnationalspieler dem Verein jedoch nicht erhalten und er kam nur am letzten Ligaspieltag der Saison 1984/85 per Einwechslung für Paul Wilkinson gegen Luton Town zum Einsatz. Die Partie besaß jedoch keinen sportlichen Wert mehr, da die „Toffees“ zu diesem Zeitpunkt bereits als englischer Meister festgestanden hatten. Im Mittelfeld agierte er an der Seite von Jason Danskin, Derek Walsh und John Morrissey, die gleichsam noch nie in der Startelf für ein Meisterschaftsspiel gestanden hatten, und nahezu logischerweise ging die Partie gegen Luton mit 0:2 verloren. Ablösefrei ließ ihn Trainer Howard Kendall dann im August 1985 zum Zweitligisten Ipswich Town ziehen.
Auch in Ipswich wartete Rimmer vergeblich auf seinen sportlichen Durchbruch. Nach zwei Jahren, in denen er gerade einmal in drei Ligapartien mitgewirkt hatte, kam er zumindest in der Saison 1987/88 auf immerhin 19 Meisterschaftsspiele. Dabei schoss der gelernte Mittelfeldspieler – hier zumeist in der Abwehrmitte oder im linken Mittelfeld agierend – am 17. Oktober 1987 gegen Manchester City (3:0) die ersten beiden Ligatore in seiner Profilaufbahn. Zum Ende der Spielzeit wurde er dann jedoch aus seinen auslaufenden Vertrag freigeben und Rimmer wechselte daraufhin im Juli 1988 in die dritte Liga zu Wigan Athletic.
Am ersten Spieltag der Saison 1988/89 debütierte er für Wigan gegen die Bristol Rovers (2:0) und in den folgenden acht Jahren war Rimmer – mit Unterbrechungen – als zweikampfstarker Mittelfeldspieler und Balleroberer wichtiger Bestandteil und später Kapitän der „Latics“. Er hatte aber auch mit Rückschlägen zu kämpfen, was zum einen seine Verletzungsprobleme betraf, die ihn vor allem zwischen 1991 und 1993 ereilten. Zum anderen stieg er 1993 mit der Mannschaft in die vierte Liga ab. Sein vereinsinterner Status litt darunter wenig und nach konstant guten Leistungen in der Saison 1994/95 wählten in die eigenen Anhänger zum „Spieler des Jahres“. Auch in seinem letzten Jahr zeigte er sich speziell in der Rückrunde noch einmal als zuverlässig, überschritt die 200-Pflichtspiele-Marke in Wigan und verließ den Klub im Sommer 1996 nach Ende der Vertragslaufzeit. Letzte Stationen waren danach der FC Altrincham in der Football Conference sowie der FC Scarborough, für den er jedoch nicht mehr in einem Profiligaspiel zum Zuge kam.